# Lac de Valle di Cadore
Le lac de Valle di Cadore est un plan d'eau artificiel situé dans le Cadore, juste en dessous du centre urbain de Venas, qui fait partie de la municipalité de Valle di Cadore (province de Belluno). En raison de sa position, très ancrée dans le fond de la vallée, il est pratiquement invisible depuis la SS 51 d’Alemagna. 

## Données techniques
- Surface : 0,26 km2 ;
- Surface du bassin versant : 380 km2 ;
- Altitude au réglage maximal : 706,5 m ;
- Altitude maximale envahie : 706 m ;
- Hauteur maximale du bassin versant : 3 264 m ;
- Profondeur maximale : 57 m ;
- Volume : 4,92 millions de mètres cubes.